# Debrework Zewdie
Debrework Zewdie est une immunologiste éthiopienne, impliquée au niveau mondial dans la lutte contre le SIDA.

## Formation
Debrework Zewdie est née à  Harar, Éthiopie. Elle étudie de 1973 à 1977 à l'Université d'Addis-Abeba en Éthiopie, où elle obtient un Baccalauréat ès Sciences (B. Sc.) en Biologie. Suivent deux années à la Saint-Mary's Hospital Medical School, Département de Pathologie Expérimentale, Londres. En 1979, elle entre à  l'Université de Londres, Londres, où elle obtient en 1982, un doctorat en immunologie clinique. De 1982 à 1984, elle effectue ses recherches post-doctorales, en Microbiologie, dans la Société SYVA Diagnostics, Inc..
En 1988, elle travaille au Laboratoire International de Formation, Aspects Moléculaires et Cellulaires de l'Immunologie, de l'Institut Weizmann. De 1991 à 1992, elle est Senior Fellow de la fondation MacArthur, au Harvard Center for Population and Development Studies (en), Cambridge (Massachusetts). En 2015, elle est Senior Fellow "Richard L. et Ronay A. Menschel", à la Harvard T.H. Chan School of Public Health (en),.

## Activités
Debrework Zewdie est directrice de septembre 1994 à novembre 2014 du Programme mondial contre le SIDA de la Banque mondiale et Directrice exécutive adjointe et directrice de l'exploitation du Fonds mondial de lutte contre le sida, la tuberculose et le paludisme, dont elle dirige la stratégie, la mise en œuvre et la gestion des programmes de développement au niveau national, régional, et mondial. En tant qu'immunologiste, elle conçoit et gère le programme novateur d' 1 milliard de dollars pour le SIDA, programme qui change le paysage du financement de la lutte contre le SIDA. Le Dr Zewdie dirige l'articulation de plusieurs stratégies mondiales de luttes contre le SIDA, dont celle de la Banque Mondiale et du Programme d'action globale. Elle coordonne les travaux de l'ONUSIDA à l'échelle mondiale, en favorisant les partenariats, notamment en Afrique subsaharienne.
Elle milite pour la défense de la santé des femmes et est l'une des fondatrices de la Société pour les Femmes et le SIDA en Afrique (Society for Women and AIDS in Africa, SWAA). Elle est Directrice Régionale Adjointe pour la Région de l'Afrique pour la lutte contre le SIDA et les projets de Prévention (AIDSCAP) de Family Health International de Nairobi, Kenya.[réf. nécessaire]. Elle sert aussi en tant que Directrice Adjointe, et, plus tard, Directrice par Intérim de l'Institut National de Recherche sur la Santé en Éthiopie. [réf. nécessaire]. La Dress Zewdie crée et dirige le Laboratoire de Référence pour le SIDA à Addis-Abeba, en Éthiopie, et enseigne l'immunologie à des étudiants en médecine à l'Université d'Addis-Abeba. [réf. nécessaire]

## Sélection de publications
- Resistance and adherence, 2004
- Tamara Boender, Françoise Barré-Sinoussi, David Cooper, Eric Goosby, Catherine Hankins, Michiel Heidenrijk, Menno de Jong, Michel Kazatchkine, Fola Laoye, Michael Merson, Peter Reiss, Tobias F Rinke de Wit, Khama Rogo, Onno Schellekens, Constance Schultsz, Kim Sigaloff, John Simon, Debrework Zewdie. Research in action: from AIDS to global health to impact. A symposium in recognition of the scientific contributions of Professor Joep Lange. Antivir. Ther. (Lond.) Antivir Ther 2015 (March) 18;20(1):101-8. Epub 2015 Feb 18. Print March 2015. Amsterdam Institute for Global Health and Development and Department of Global Health, Academic Medical Center, University of Amsterdam, Amsterdam, the Netherlands. s.boender@aighd.org.
- Samuel Lieberman, Pablo Gottret, Ethan Yeh, Joy de Beyer, Robert Oelrichs, Debrework Zewdie. International health financing and the response to AIDS. J Acquir Immune Defic Syndr 2009(November);52(Suppl 1):S38-44. Global HIV/AIDS Program, World Bank, Washington, DC 20433, USA.
- Peter Piot, Michael Bartos, Heidi Larson, Debrework Zewdie, Purnima Mane. Coming to terms with complexity: a call to action for HIV prevention. Lancet 2008(September) 5;372(9641):845-59. Epub 2008 Aug 5. Print September 2008. Joint United Nations Programme on HIV/AIDS (UNAIDS), Geneva, Switzerland.
- Debrework Zewdie, Pedro Cahn, Craig McClure, Jacqueline Bataringaya. The role of HIV research in building health system capacity in developing countries. Curr Opin HIV AIDS 2008(July);3(4):481-8.Global HIV/AIDS Program of the World Bank Human Development Network, World Bank, Washington DC, USA.
- Debrework Zewdie, Kevin De Cock, Peter Piot. Sustaining treatment costs: who will pay?  AIDS 2007(July);21(Suppl 4):S1-4. Global HIV/AIDS Program, The World Bank, 1818 H Street NW, Washington, DC 20010, USA. dzewdie@worldbank.org.
- Debrework Zewdie, Joep Marie Albert Lange, Daniel R. Kuritzkes. Rapid expansion of access to antiretroviral therapy (ART). AIDS 2004(June);18(Suppl 3):S1-3.
- Debrework Zewdie, Joep Lange, Jos Perriens, Daniel R. Kuritzkes. What policymakers should know about drug resistance and adherence in the context of scaling-up treatment of HIV infection. AIDS 2004(June);18(Suppl 3):S69-74. International AIDS Society and International Antiviral Therapy Evaluation Center, Academic Medical Center, University of Amsterdam, The Netherlands. j.lange@amc.uva.nl.
- Daniel R. Kuritzkes, Joep Lange, Debrework Zewdie. World Bank meeting concludes drug resistance should not prevent distribution of antiretroviral therapy to poor countries. Nat Med 2003;9(11):1343-4.
- Debrework Zewdie. « Charging forward: leveraging a time of great momentum into concrete progress ». 5th International Conference on Healthcare Resource Allocation for HIV/AIDS. April 15–17, 2002, Rio de Janeiro, Brazil. IAPAC Mon 2002(August);8(8):235-9. Global AIDS Compaign, Banque mondiale, Washington, DC, USA.
- Peter Piot, Debrework Zewdie, Tomris Türmen. HIV/AIDS prevention and treatment. Lancet 2002(July);360(9326):86; author reply 87-8.